# Schwedisch-Polnische Kriege
Die Schwedisch-Polnischen Kriege waren dynastische Konflikte zwischen den protestantischen Wasa in Schweden und den katholischen Wasa in Polen auf der einen Seite sowie Machtkämpfe um die Hegemonie über das Baltikum im 17. und 18. Jahrhundert auf der anderen. Diese Kriege waren teils regionale Konflikte zwischen zwei Mächten, teils auch Auseinandersetzungen, in die mehrere Mächte involviert waren, wodurch lokale Reibungspunkte Weiterungen bis in die sogenannten Nordischen Kriege fanden.
Zu den Schwedisch-Polnischen Kriegen werden im weiteren Sinne gezählt:
- Der Livländische Krieg 1558–1583 (Erster Nordischer Krieg)
- Der Polnisch-Schwedische Krieg (1600–1629)
- Der Schwedisch-Polnische Krieg 1655–1660 (Zweiter Nordischer Krieg)
- Der Große Nordische Krieg 1700–1721 (Dritter Nordischer Krieg)

Im engeren Sinne sind eigentlich nur die an zweiter und dritter Stellen genannten Konflikte wirkliche schwedisch-polnische Kriege. Im Livländischen Krieg standen überwiegend Russland auf der einen Seite und Schweden und Polen auf der anderen Seite. Der Große Nordische Krieg war überwiegend ein Konflikt zwischen Russland unter Peter I. und Schweden unter Karl XII.
Auch in den Befreiungskriegen gegen Napoleon Bonaparte standen Polen (bzw. das Herzogtum Warschau) und Schweden auf verschiedenen Seiten. 